# Mathias Allary

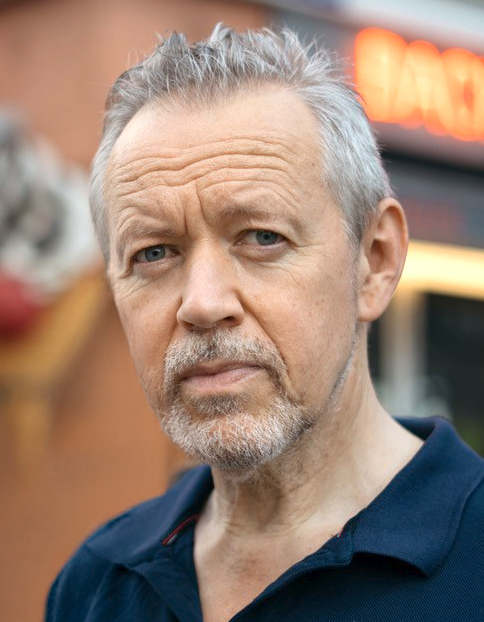
Mathias Allary (2024)

Mathias Allary (* 23. Januar 1960 in Düsseldorf) ist ein deutscher Filmregisseur, Drehbuchautor und Produzent.

## Leben

### Kindheit und Jugend
Allary kam 1960 in Düsseldorf als Sohn einer Opernsängerin und eines Unternehmensberaters zur Welt. In seiner Kindheit zeigte er schon früh Interesse an dem Medium Film. Im Alter von sieben bekam er seine erste Super-8-Kamera. Im Alter von sechzehn richtete er sich sein eigenes Studio im Keller seiner Großmutter ein. Er besuchte das Rethel-Gymnasium in Düsseldorf.

### Studium
Nach dem Abitur begann er das Studium in der Abteilung Dokumentarfilm an der Hochschule für Fernsehen und Film (HFF) in München. Während dieser Zeit entstanden seine ersten Projekte wie der Dokumentarfilm Aufhören tut keiner (1980), der Spielfilm Claudio (1981) oder auch der Kurzfilm Innentage (1982). Während des Studiums teilte er sich die Studentenwohnung mit Nico Hofmann, die sich in dieser Zeit gegenseitig bei ihren Projekten assistierten. Der Dokumentarfilm Ein Tag wie ein Jahr (1985) war sein Abschlussfilm an der HFF, welchen er in Kooperation mit dem Bayerischen Rundfunk drehte.
Zudem gründete er während seines Studiums im Jahre 1984 seine eigene Produktionsfirma Allary Film TV & Media, welche im gleichen Jahr ihren ersten Film Polster-Willi (1984) in Koproduktion mit dem ZDF produzierte.

## Filmkarriere
Nach dem erfolgreichen Abschluss seines Studiums an der HFF 1985 drehte er zahlreiche Filme für das ZDF, den SWR, arte, den BR, den WDR oder auch Canal Plus. Es entstanden auch der Kurzfilm Faschings-Mus (1987) sowie als Reaktion auf den atomaren Supergau in Tschernobyl der Kurzfilm Keinerlei Besorgnis (1988).
Der Durchbruch gelang ihm mit seinem Film Franta (1989), einer Literaturverfilmung nach Ernst Weiß, einem Zeitgenossen und Freund von Stefan Zweig und Franz Kafka, der mehrfach preisgekrönt wurde, wie zum Beispiel mit dem Award of the Academy for Arts Germany oder dem Premio Speciale in Montecatini Terme, Italien. Der Film thematisiert das Schicksal eines jungen Mannes im Ersten Weltkrieg. Zusammen mit Jan Jäger, der basierend auf der Erzählung das Drehbuch schrieb, wurde eine zusätzliche Erzählebene erfunden, in welcher ein Maler das Schicksal von Franta durch seine Skizzen und Gemälde erzählt. Die Farben des Malers setzen sich in den Kostümen, den Räumen und den Bildelementen fort. Da es damals 1989 noch keine digitalen VFX gab, wurde alles real gemalt, Kostüme wurden gefärbt und übermalt, Wände wurden gemalt wie auch ganze Bäume und Landschaften. Die Gemälde dazu schuf WTH Regensburger, die Ausstattung entwarf Annette Ganders, das Kostümbild stammte von Ute Burgmann.
Weitere abendfüllende Filme wie Endloser Abschied, Liebe, Leben, Tod oder als Produzent Midsommar Stories folgten.
Zu den bedeutendsten Filmen von Mathias Allary zählen neben Franta (1989), Filme wie Liebe, Leben, Tod (1995), eine Komödie, die von einem Schuhfetischist handelt, der zufällig per Telefon mit einer jungen Türkin spricht, die von Fremdenfeindlichkeit traumatisiert ist. Er führte bei dem 1994 erschienenen Film Endloser Abschied Regie, produzierte 1999 den Episodenspielfilm Midsommar Stories und produzierte (minoritär) mit der Dschoint Ventschr Filmproduktion den Film Silberwald (2011), welcher von den Schwierigkeiten eines Heranwachsenden, den richtigen Weg zu finden, handelt. Für seine Filme bekam Allary zahlreiche Auszeichnungen, wie zum Beispiel den Silver Award auf dem Worldfest Huston, den Best Foreign Film Award auf dem Long Island International Festival, den Kunstpreis der Stadtsparkasse Düsseldorf, den Produzentenpreis Nordrhein-Westfalen und viele mehr.

## Lehrtätigkeit
Bereits 1999 gründete er das Filmportal und die Online Filmschule Movie-College, woraufhin er für Vorlesungen an Film- und Medienhochschulen angefragt wurde. 2004 entwickelte und gründete Allary für eine private, staatlich anerkannte Hochschule einen Filmstudiengang, den er beim bayerischen Kultusministerium akkreditierte und über ein Jahrzehnt leitete. Das Angebot umfasste fünf Studienrichtungen: Regie, Drehbuch, Kamera, Produktion und Postproduktion. In seinem Studiengang entwickelte Allary als Professor innovative Lernformate wie etwa Drehworkshops, bei denen Studierende zwei Wochen on Location, begleitet von je einem Regie- und einem Kameraprofessor, Drehen unter professionellen Bedingungen lernen konnten. In Workshops wurde die Arbeit mit Schauspielern erprobt. Von 2006 bis 2019 war Allary Lehrstuhlinhaber im Studiengang Film und Fernsehen an der Macromedia University in München. Veränderungen in der Hochschulleitung und an dem von ihm entwickelten Studiengang führten dazu, dass Allary die Hochschule verließ. Seitdem baut Allary neben seiner Tätigkeit als Regisseur und Produzent im Akademiebereich des Movie-College Online-Vorlesungen auf Filmhochschulniveau auf.

## Filmographie (Auswahl)
- 1979: Mit 18 träumt man nicht mehr, Spielfilm (Regie, Drehbuch, Kamera)
- 1981: Claudio, Spielfilm (Regie, Drehbuch, Kamera)[12]
- 1982: Innentage, Kurzfilm (Regie, Kamera)
- 1984: Polster-Willi, Dokumentarfilm, ZDF (Regie, Kamera)
- 1985: Ein Tag wie ein Jahr, Fernsehfilm, BR (Regie, Kamera)[13]
- 1987: Faschings-Mus, Kurzfilm, Canal Plus/La Sept
- 1988: Keinerlei Besorgnis, Kurzfilm (Buch, Regie)[14]
- 1989: Franta, Fernseh-/Kinofilm, SWF (Regie)
- 1991: César Manrique - Bewegung in Farbe (Regie, Produktion)
- 1994: Endloser Abschied, Fernsehspiel, SWF (Regie)
- 1996: Liebe, Leben, Tod, Spielfilm, ZDF, (Buch, Regie)[15]
- 1999: Midsommar Stories (Produktion)
- 2003: Icing, Dokumentarfilm (Regie, Kamera)
- 2005: Rush-Hour, Dokumentar-Kurzfilm (Kamera, Regie, Produktion)
- 2007: Freitags um Drei, Dokumentarfilm, ZDF, arte (Produktion und Kamera)
- 2009: Nicht das Leben, Dokumentarfilm (Produktion und Kamera)[16]
- 2010: Silberwald, Kinofilm, Schweizer Fernsehen (Development & Koproduzent)
- 2012: Taro, el Echo de Manrique, Dokumentarfilm (Koproduzent)[17]
- 2013: Filme über das Klinikum Garmisch (Regie, Kamera, Produktion)
- 2014: Sechs Werbespots Pro7/Sat1 (Produktion, 3 Spots Regie)
- 2019: Tansania - Peramiho 3 Filme in Virtual Reality (Kamere, Regie)
- 2020: Dreh einer Aufführung in der Bayerischen Staatsoper in Virtual Reality (Kamera)
- 2023: Vier Musikclips/Spots über Goar Biesenkamp (Kamera, Regie)

### Drehbücher
- 1994: Liebe, Leben, Tod, Spielfilm, ZDF
- 1996: Have a Nice Die
- 1997: Schokoladenkinder, Spielfilm, SWR
- 1998: Polizeiruf 110, BR
- 2002: Stehengelassene Frauen

## Auszeichnungen
- Förderpreis der Filmwirtschaft in Nordrhein-Westfalen
- Förderpreis Film des Landes Nordrhein-Westfalen
- Kunstpreis Stadtsparkasse Düsseldorf
- Regiepreis des französischen Fernsehens FR3

## Schriften
Mathias Allary hat rund 8000 Fachartikel zu Film und Fernsehen im Movie-College geschrieben. Zahlreiche dieser Artikel wurden in Schul- und Lehrbüchern abgedruckt.